# АНТ-37
АНТ-37 («дальний бомбардировщик второй» ДБ-2) — двухмоторный бомбардировщик, разработанный в ОКБ Туполева в середине 1930-х годов конструкторской бригадой Павла Сухого на базе самолета АНТ-36 РД-2.

## История создания
В 1934 году руководство ВВС РККА сформулировало свои представления о характеристиках, которыми должны были обладать дальние бомбардировщики. В соответствии с ними такой бомбардировщик должен был нести 1000 кг бомб на дальность не менее 3000 км и обладать максимальной скоростью полёта не менее 350 км/ч. Осенью 1934 года (по некоторым данным — в декабре) КБ А. Н. Туполева приступило к разработке такого самолёта, получившего название АНТ-37 «дальний бомбардировщик второй» ДБ-2. Испытания должны были начаться летом 1935 года. Разработку вела бригада конструкторов под руководством П. О. Сухого.
Проект разрабатывался на базе аэродинамической схемы АНТ-25 как моноплан с крылом большого удлинения (11,3) и малой удельной нагрузкой, однако, в отличие от него, имел два двигателя. В качестве последних предполагалось использовать Gnome-Rhone «Mistral Major» К-14 мощностью 800 л. с. или советский аналог М-85. При постройке использовались отдельные узлы самолёта АНТ-36. На внутренней подвеске предполагалась бомбовая нагрузка 1050 кг, которая могла быть увеличена за счёт внешних бомбодержателей до 2050 кг. Самолёт должен был обладать дальностью полёта около 5000 км на скорости 250 км/ч и иметь на вооружении три пулемёта ШКАС.
15 июня 1935 года в цехах завода опытных конструкций ЦАГИ (впоследствии переименованного в авиазавод № 156) был закончен первый самолёт. На следующий день начались заводские испытания. Испытывал самолёт летчик-испытатель К. К. Попов. 15 июля самолёт был передан на государственные испытания. 20 июля произошла катастрофа, в которой погиб бортэлектрик Титов. Её причиной стала вибрация хвостового оперения, в результате которой оно отвалилось. Авария стимулировала дальнейшие исследования флаттера и бафтинга.
18 февраля 1936 года была окончена постройка второго экземпляра самолёта — ДБ-2бис. В нём были сделаны силовые зализы крыла и усилен фюзеляж. 25 февраля на нём был выполнен первый полёт. 20 августа того же года, после окончания заводских испытаний, самолёт пилотируемый лётчиком М. Ю. Алексеевым за 23 часа 20 минут совершил беспосадочный перелёт Москва — Омск — Москва протяжённостью 4955 км с бомбовой нагрузкой 1000 кг и средней скоростью 213 км/ч.
Самолёт ДБ-2бис также совершил первый полёт 25 февраля. Его скорость оказалась ниже установленных требований, но дальность была существенно выше этих требований. При испытаниях была выявлена вибрация хвостового оперения при скоростях 140—150 км/ч. Машина была снята с испытаний и работы по самолёту в бомбардировочном варианте прекратились. Кроме того, в это же время испытывался самолёт ДБ-3, разработанный в ОКБ-39 под руководством С. В. Ильюшина. Самолёт Ильюшина превосходил туполевский по целому ряду параметров.

### АНТ-37бис («Родина»)
На заводе № 18 оставался незаконченный экземпляр ДБ-2. Поскольку машина обладала хорошей дальностью полёта, то по заданию правительства на заводе № 156 в Москве она была переделана под рекордный самолёт с дальностью полёта 7000—8000 км. Получившийся самолёт получил название АНТ-37бис (ДБ-2Б) «Родина». На самолёт были установлены более мощные двигатели М-86 с мощностью 950 л. с. у земли и 800 л. с. на высоте 4200 м с трёхлопастными винтами изменяемого шага. Было снято вооружение, увеличен объём баков, переоборудована носовая часть фюзеляжа. Строился ещё один самолёт, который представлял собой копию «Родины», предназначенный для полёта на дальность 12 000 км, однако он не был закончен.
Самолёт «Родина» имел гладкую обшивку, лонжероны из металлических труб, стабилизатор был расчален лентами к фюзеляжу и килю. Шасси убиралось назад в мотогондолы, механизм его уборки был электрическим. Впервые в СССР шасси выпускалось и убиралось нажатием кнопки.
На самолёте «Родина» экипаж в составе В. С. Гризодубовой, П. Д. Осипенко и М. М. Расковой 24-25 сентября 1938 года совершил беспосадочный перелёт Москва — Дальний Восток, установив международный женский рекорд дальности полёта (за 26 часа 29 минут было покрыто расстояние в 6450 км, самолет совершил жёсткую посадку в лесу, перед которой Раскова прыгнула из самолёта с парашютом).
После ремонта самолёт эксплуатировался в Аэрофлоте, а затем до 1943 года в Народном комиссариате авиационной промышленности СССР.

## Тактико-технические характеристики

### Модификация АНТ-37 (ДБ-2)
Источник данных: 

Технические характеристики
- Экипаж: 3 чел.
- Длина: 15 м
- Размах крыла: 31,0 м
- Высота: 5,20 м
- Площадь крыла: 85 м²
- Масса пустого: 5800 кг
- Нормальная взлётная масса: 9456 кг

Лётные характеристики
- Максимальная скорость: 342 км/ч
- Практическая дальность: 5000 км
- Практический потолок: 7400 м

Вооружение
- Стрелково-пушечное: 3 × 7,62-мм ШКАС
- Бомбы: 1050 кг

### Модификация АНТ-37бис «Родина»
Источник данных: 

Технические характеристики
- Экипаж: 3
- Длина: 15,00 м
- Размах крыла: 31,00 м
- Высота: 5,20 м
- Площадь крыла: 85,00 м²
- Масса пустого: 5855 кг
- Нормальная взлётная масса: 12500 кг

Лётные характеристики
- Максимальная скорость: 340 км/ч
- Практическая дальность: 7300 км
- Практический потолок: 8000 м